# نيت بوتير
نيت بوتير (بالإنجليزية: Nate Potter)‏ هو لاعب كرة قدم أمريكية أمريكي، ولد في 16 مايو 1988 في بويسي في الولايات المتحدة.

## وصلات خارجية
- نيت بوتير على موقع مرجع كرة القدم المحترفة.كوم (الإنجليزية)